# ТЕС Endesa Fortaleza (Termofortaleza)
3°40′54″ пд. ш. 38°51′57″ зх. д. / 3.68167° пд. ш. 38.86583° зх. д.
ТЕС Endesa Fortaleza (Termofortaleza) – теплова електростанція на сході Бразилії у штаті Сеара.
У 2003 році на майданчику станції ввели в експлуатацію парогазовий блок комбінованого циклу потужністю 327 МВт. У ньому працюють дві газові турбіни потужністю по 108  МВт, які через відповідну кількість котлів-утилізаторів живлять одну парову турбіну з показником 111 МВт (такий високий показник останньої забезпечується додатковими пальниками у котлах-утилізаторах).
ТЕС розрахована на споживання природного газу, який подається до регіону по газогону Gasfor або через термінал для прийому ЗПГ у Печемі.
Видача продукції відбувається по ЛЕП, розрахованій на роботу під напругою 230 кВ.
Проект реалізували іспанська компанія Endesa та чилійська Enersis, а після 2005-го єдиним власником залишилась Endesa.